# كلية الهندسة (جامعة نيالا)
كلية العلوم الهندسية، بجامعة نيالا السودانية، تم إنشاءها في عام 1995م. وفي العام 1996م، استقبلت أول دفعة من طلابها في برنامجي البكالوريوس، والدبلوم نظام ثلاث سنوات في أقسام الهندسة (المدنية، الكهربائية، الميكانيكية).
تمنح الكلية درجة بكالوريوس الشرف، في الهندسة المدنية، والميكانيكية، والكهربائية، والإلكترونية، خلال خمس سنوات.
خرّجت الكلية ثلاثة عشر (13) دفعة من طلاب بكالوريوس الشرف في الهندسة الكهربائية، والإلكترونية وهندسة الميكانيكا، وثلاث وعشرون دفعة، من طلاب بكالوريوس الهندسة المدنية.

## أهداف الكلية
1. تزويد الطلاب بأصول المعرفة في العلوم الإنسانية والهندسية وتأهيلهم بالمهارات العلمية وتنمية قدراتهم على التفكير التحليلي والتخيل الإبداعي لأداء مهام تصميم المنشآت والماكنات والأنظمة والعمليات وتولي مهام الإنشاء والتشغيل.
2. تأكيد الهوية وأصالتها من خلال المناهج والبرامج التعليمية والثقافية والهندسية التي تقدمها الكلية.
3. تأهيل الخريج الذي يستطيع أن يستمر في تعليم نفسه طوال حياته.
4. إعداد المهندس الواعي بالجوانب الاجتماعية والثقافية والسياسية مع التنمية الأخلاقية والجمالية، خاصة التي تلائم الحياة العلمية للمهندس المهني.
5. إعداد الكوادر الهندسية المختلفة للقيام بدورها في تلبية طموحات المجتمع السوداني على المستوى القومي والمحلي في مختلف القطاعات التي تطل بها خطط التنمية.
6. التعاون الجاد مع الجهات الحكومية والخاصة على المساهمة في إيجاد حلول للمشاكل الهندسية والتطبيقية، وتقديم الخدمات والاستشارات الفنية في المجالات الهندسية المختلفة.
7. إعداد الدورات التدريبية وبرامج التعليم المستمر لرفع كفاءة العاملين بالقطاعين العام والخاص؛ ليتمكنوا من زيادة مقدراتهم للمشاركة الفاعلة في تنمية الوطن.
8. إجراء ونشر البحوث الأكاديمية والتطبيقية؛ لإثراء المعرفة في المجالات العلمية والهندسية.
9. تنظيم المؤتمرات والندوات وعقد الدورات العلمية وحلقات النقاش لرفع المستوى العلمي والتقني في أفرع الهندسة المختلفة بالتنسيق مع الجهات المعنية.
10. إعداد مهندس قادر على الابتكار، التصور والتحليل العلمي والاستنباط، إضافة لتقبل التعايش مع الحاضر، والإسهام في التغييرات المستقبلية.

تحتل هندسة نيالا، المركز الثالث، من بين الهندسات في السودان، وتعتبر أقدم كلية هندسة، في إقليم دارفور غرب السودان.
أغلب أساتذة كليات الهندسة السودانية الحديثة، مثل هندسة الفاشر، وهندسة الضعين، وهندسة جامعة السودان فرع نيالا، جميعهم خريجي هندسة نيالا.
وللكلية علاقات مع جامعات، ومؤسسات داخل وخارج السودان، منها جامعات في الصين، وتركيا، حيث تم فتح كلية جديدة، بجامعة نيالا، تسمى كلية إسطنبول.